# Уотсоны
Уотсоны (англ.  The Watsons, возможно написание Ватсоны) — неоконченный роман английской писательницы Джейн Остин. Писался ею в 1803—1804 годах. Завершён племянницей Джейн Остин уже после смерти писательницы, опубликован под названием «Младшая сестра» (The Youngest Sister).

## Сюжет
Действие, как обычно у Джейн Остин, происходит в сельской Англии рубежа XVIII—XIX веков. Главная героиня романа — Эмма Уотсон — воспитывается в респектабельной семье, однако после замужества её тётки вынуждена вернуться домой. Наблюдая за тем, как охотятся на мужей её сестры, Эмма отклоняет предложение руки и сердца от лорда Осборна и благосклонно принимает ухаживания его бывшего гувернёра — мистера Ховарда.